# Los ojos azules de la muñeca rota
Los ojos azules de la muñeca rota és una pel·lícula de terror-giallo espanyola del 1977 dirigida per Carlos Aured i protagonitzada per Paul Naschy (que també va escriure el guió), Diana Lorys, Maria Perschy i Eva León Conde. La pel·lícula es va projectar a Espanya l'agost de 1974. Es va estrenar als cinemes als EUA. i en VHS Home Video com The House Of Psychotic Women (lleugerament editat), i es va mostrar a televisió nocturna dels EUA com House of Doom (en una versió encara més editada). La pel·lícula es va projectar a Bèlgica com "Mystery of the Blue Eyes". A la majoria d'impressions es troba a faltar una breu escena on es sacrifica un porc a una granja. Avui la pel·lícula està disponible en DVD completa i sense editar com "The Blue Eyes of the Broken Doll".
Tot i que no es va processar per obscenitat, la pel·lícula va ser confiscada en incursions al Regne Unit en virtut de la Secció 3 de la Llei de Publicacions Obscenes de 1959 durant el pànic del video nasty, probablement a causa de l'esgarrifós disseny de la caixa del vídeo. Curiosament, encara que aquesta va ser la presa de Naschy en el gènere italià giallo, la pel·lícula no sembla haver estat distribuïda en cines a Itàlia, França o Alemanya.

## Trama
La història tracta d'un vagabund anomenat Gilles (Naschy) que arriba a un poble francès buscant feina. Aviat rep ajuda d'una dona anomenada Claude (Lorys) que té una mà pròtesi, amagant una deformitat espantosa. Ella li dona una feina com a personal de mà en una gran casa propietat d'ella i de les seves dues germanes: la pel-roja nimfòmana Nicole (Leon) i la Yvette (Perschy), que utilitza cadira de rodes. Poc després que s'instal·li a fer tasques al voltant del recinte, Nicole s'interessa molt per ell i Claude expressa el seu fàstic, mentre que Yvette és atesa per un metge i una infermera. Quan es produeixen aquests esdeveniments domèstics, un assassí amb guants negres està assassinant dones d'ulls blaus, traient-se'ls i deixant-los en un pot d'aigua. En poc temps, Gilles és pintat com el màxim sospitós, a causa d'un passat ombrívol que implica el seu abús a una antiga xicota, i un grup el persegueix al bosc circumdant. Els homes maten en Gilles, però els assassinats en sèrie continuen. Al final, es revela que un metge que va perdre la seva petita filla a causa d'una atenció mèdica fallida en un hospital ha guardat el seu cadàver en un santuari ocult i ha estat matant dones d'ulls blaus perquè pugui obtenir nous ulls per al cadàver en descomposició.

## Repartiment
- Paul Naschy com a Gilles
- Diana Lorys com a Claude
- Maria Perschy com a Ivette
- Eduardo Calvo com el Doctor Phillipe
- Eva León Conde com a Nicole
- Inés Morales com a Michelle
- Antonio Pica com a inspector Pierre
- Luis Ciges com a René
- Pilar Bardem com a Caroline

## Producció
- Paul Naschy també era conegut com Jacinto Molina i va protagonitzar un home llop en 12 pel·lícules diferents a la seva Espanya natal. Ell i el director Aured van col·laborar en una sèrie d'aquestes pel·lícules de terror.
- Una carpa d'un teatre mostra House of Psychotic Women a la pel·lícula de 1980 Times Square.[3]

## Estrena
La pel·lícula es va estrenar als cinemes a la seva Espanya natal l'agost de 1974 com Los ojos azules de la muñeca rota. La pel·lícula es va estrenar als cinemes als Estats Units per Independent-International Pictures l'abril de 1976 com a House of Psychotic Women.
La pel·lícula conté escenes gràfiques de gore i nuesa, i va ser qualificada R als EUA. sota la seva versió lleugerament editada titulada "House of Psychotic Women". House of Doom va ser la versió encara més editada que es va publicar directament les televisions dels EUA.
La pel·lícula es va estrenar completa i sense editar en una edició especial DVD el 2007 per Deimos Entertainment, una subdivisió de BCI Eclipse, com Blue Eyes of the Broken Doll amb comentaris d'àudio afegits. També va ser llançat en Blu-ray per Shout Factory com a part de la seva Col·lecció Paul Naschy.